# A Seaside Rendezvous
Ця стаття присвячена двом концертам Muse. Щоб знайти статтю про пісню з тією ж назвою з репертуару Queen, див. Seaside Rendezvous
A Seaside Rendezvous (з англ. побачення на березі моря) — це два концерти 2009 року англійської альтернативної рок-групи Muse, які відбувалися в The Den в Тінмуті, Девон — місці, де провели дитинство члени гурту і де починалася їх музична кар'єра; концерт повернення додому, перший виступ групи за останні 15 років. Вважається, що назва була взята з пісні Queen з такою ж назвою, бо ті мали великий вплив на Muse.

## Історія
Про планування двох концертів в Тінмуті вперше оголошено в місцевих газетах Teignmouth Post і Herald express 7 і 8 серпня 2009 року. Ходили чутки, що промоутери концерту, SJM Concerts Ltd., звернувся до районної ради Тінбріджа за дозволом на проведення концертів у The Den, адже було визнано, що там були проблеми. Дати заплановані на 4 і 5 вересня 2009, підтримка виступів швидко, поширилася збільшуючись і поширюючись на всю країну. Представник групи цитував опис до групи як «дуже зацікавлених» що б завершити концерти, в місцевих описах це «культова подія». Зібрання ради відбулося вранці 17 серпня в Ньютон Еббот, для вирішення чи відбудеться шоу. Басист Muse Крістофер Волстенголм відвідав зібрання і закликав фанатів показати їхню підтримку.

17 серпня, два концерти були підтверджені після зборів консулів, дозволивших це. Після зібрання, Волстенголм сказав репортерові Herald Express Еммі Пірсі:
Я задоволений тим, що заява було погоджено. Чим я дійсно здивований це тим скільки підтримки отримав від людей здалека. Очевидно, ми з упевненістю зробимо, що зможемо, щоб звести до мінімуму невдоволення.
Басист додав:
Це те, що ми хотіли зробити дуже давно. Це не урок із заробляння грошей. Ми хочемо повернути щось суспільству.
Ведучий BBC Radio 1 Зейн Лоу висвітлював в ефірі основні моменти 5-вересня, виступаючи на його шоу по радіо 7 вересня.
Виступи були підтверджені на офіційному сайті Muse 18 серпня, по квитках та інформації про тур; загальний продаж розпочався — 21 серпня, фанатські розпродажі — 19 серпня. Концерт справив, за твердженням басиста, «максимальний рівень шуму 84.1дБ (А)». Незважаючи на те що квитки пішли у продаж з 19 серпня, шоу повинно було бути підтверджено власниками The Den. В інтерв'ю з Американською радіостанцією «The End» 107.7 незабаром після підтвердження концерту, головний вокаліст, гітарист і піаніст Метью Белламі, говорив з Тінмунта, з'ясувалося що вони змогли подолати багато проблем з організацією шоу, включаючи переговори з місцевими силами поліції і пожежною бригадою.

В інтерв'ю з музичним вебсайтом «Drowned in sound», барабанщик Домінік Ховард пояснив що «Гра в Тінмунті буде дивовижною, всі ми з нетерпінням чекаємо цього», додавши:
Це чесно щось, ми завжди хотіли зробити це, з дня, як я зустрів Метта (Белламі) в The Den. Це не парк, це просто як би, великий шматок трави (газону). Ось де я зустрів Метта вперше. я пам'ятаю навіть ті ранні дні, розмовляю з Меттом і кажу речі типу: (як в оригіналі) „було б круто зіграти належний концерт з дофігезною кількістю людей».
11 і 12 вересня 2009 третій канал BBC транслював документальний фільм про цю подію і про дитяче життя групи, що виросла в Тінмуті. Аудіоверсію одного з виступів можна послухати тут

## Сет-лист
| Перший виступ Головний блок: 1. «Uprising» 2. «Supermassive Black Hole (song)\|Supermassive Black Hole» 3. «Stockholm Syndrome (Muse song)\|Stockholm Syndrome» 4. «Resistance» 5. «Hysteria» 6. «New Born» 7. «Map of the Problematique» 8. «United States of Eurasia» 9. «Cave» 10. «Popcorn» (Gershon Kingsley cover) 11. «Starlight» 12. «Undisclosed Desires» 13. «Time Is Running Out» 14. «Unnatural Selection» Вихід на біс: 1. «Plug In Baby» 2. «Man With a Harmonica» + «Knights of Cydonia» | Другий виступ Головний блок: 1. «Uprising» 2. «Map of the Problematique» 3. «Supermassive Black Hole» 4. «Resistance» 5. «Hysteria» 6. «New Born» 7. «United States of Eurasia» 8. «Feeling Good» 9. «Cave» 10. «Popcorn» (Gershon Kingsley cover) 11. «Starlight» 12. «Undisclosed Desires» 13. «Time Is Running Out» 14. «Unnatural Selection» Вихід на біс: 1. «Stockholm Syndrome» 2. «Plug In Baby» 3. «Man With a Harmonica» + «Knights of Cydonia» |